# Educação na Geórgia
A Educação na Geórgia (em georgiano: განათლება საქართველოში) é gerida pelo Ministério da Educação e Ciência da Geórgia. A legislação, em matéria de educação, constitui a Constituição da Geórgia, o acordo constitucional, tratados e acordos internacionais, além de estatutos.
De acordo com dados de 2015, 99.8% da população com mais de 15 anos de idade é alfabetizada.

## História

### Mundo antigo
No século IV a.C., no território da atual Geórgia, na cidade de Fásis, perto da atual Poti, estabeleceu-se a "Escola Superior de retórica - Academia Cólquida". O treinamento era realizado nos idiomas georgiano e grego. A Academia estudava retórica, filosofia, física, matemática e lógica.

### Idade Média
No início do século XI, a Geórgia tornou-se um Estado centralizado, o que afetou o desenvolvimento do artesanato, comércio e cultura. O desenvolvimento cultural refletiu-se no desenvolvimento da educação. Desde que foi fundada em 1106 pelo rei Davi, o Restaurador, o Mosteiro de Guelati tornou-se um dos maiores centros científicos e educacionais do Cáucaso. A Academia trabalhava pensadores como Ioane Petritsi e Ioane Shavsheli. Eles estavam envolvidos na tradução e criação de obras originais. A Academia ensinou geometria, aritmética, astronomia, filosofia, gramática, retórica e música.
A influência dos sistemas de ensino da Europa Ocidental e do Império Bizantino na escola georgiana medieval era muito forte. No entanto, as escolas mantiveram um grande acervo que continham detalhadamente as tradições nacionais, especialmente história, língua e cultura.

### século XIX
Em 1804, em Tiblíssi, foi aberta uma escola para crianças nobres, que em 1830 foi convertida em um ginásio. Foi a primeira escola secular oficial de onde saíram algumas figuras destacadas da nova cultura da Geórgia: Grigol Orbeliani, Dmitry Kipiani e Nikoloz Baratashvili. Em 1850, um ginásio foi inaugurado em Cutáissi. Naquela época, todos os ginásios masculinos e femininos possuíam apartamentos.
Em 1817, o Seminário Espiritual foi aberto em Tiblíssi. A partir de 1818, começaram a serem abertas escolas paroquiais espirituais. O seminário de Tiblíssi teve a participação de representantes de todas as classes. Em 1830, em sete cidades da Geórgia, foram abertas escolas primárias seculares, para a preparação de sacerdotes da realeza que viriam estabelecer escolas religiosas.

### século XX
Nos anos 1914-1915, no território da Geórgia moderna, 1765 escolas secundárias estavam em funcionamento, das quais 1677 contavam apenas com o ensino inicial. Havia cerca de 157 100 alunos e 5 858 professores. No início do século, a percentagem de literacia entre a população era de 21,9%. Em 1927, esse índice aumentou para 47,5%. Apesar das ações do Estado, com vista a aumentar o número de pessoas alfabetizadas, o analfabetismo entre a população adulta ainda era alto.
Em 1959, o Comité Central do Partido Comunista da União Soviética, juntamente com o Conselho de Ministros da União Soviética, adotou uma resolução de medidas para desenvolver internatos entre 1959-1965. Esta resolução desempenhou um papel significativo na implementação da lei sobre o ensino obrigatório universal. No ano letivo de 1961-1962, o governo estruturou 57 escolas, onde foram inscritos 15,8 mil alunos. Na mesma época, cerca de 75% dos 70 mil professores na Geórgia tinham alguma instrução de nível superior.